# Oasi Lago di Conza
L'Oasi del lago di Conza è un'area naturale protetta di 800 ettari situata nei comuni di Cairano e Conza della Campania in provincia di Avellino.
L'accesso all'oasi è in Contrada Pescara, a Conza della Campania.

## Descrizione
Situata nell'Irpinia, comprende il vasto bacino artificiale ottenuto dal fiume Ofanto.